# Byrums raukar
Byrums raukar nebo Byerums raukar je populární malá přírodní rezervace na západním pásu pobřeží ostrova Öland Baltského moře, u vesnice Byrum v okrese Borgholm v kraji Kalmar v jižním Švédsku. Chráněné území je známé především svými nízkými homolovitými/sloupovými útesy nad pláží (švédské slovo raukar značí geologický sloup). Rezervace má délku cca 0,6 km a patří k ní také štíhlý pás borovicových lesů s pohyblivými písky. Vyskytuje se zde také chráněný hmyz, živočichové a rostliny a také fosilie.

## Další informace
Rezervace byla založena 11. června 1935. Sloupů je zde asi 120 a nejvyšší mají výšku cca 4 m. Platí zde zákaz sběru zkamenělin.

## Galerie

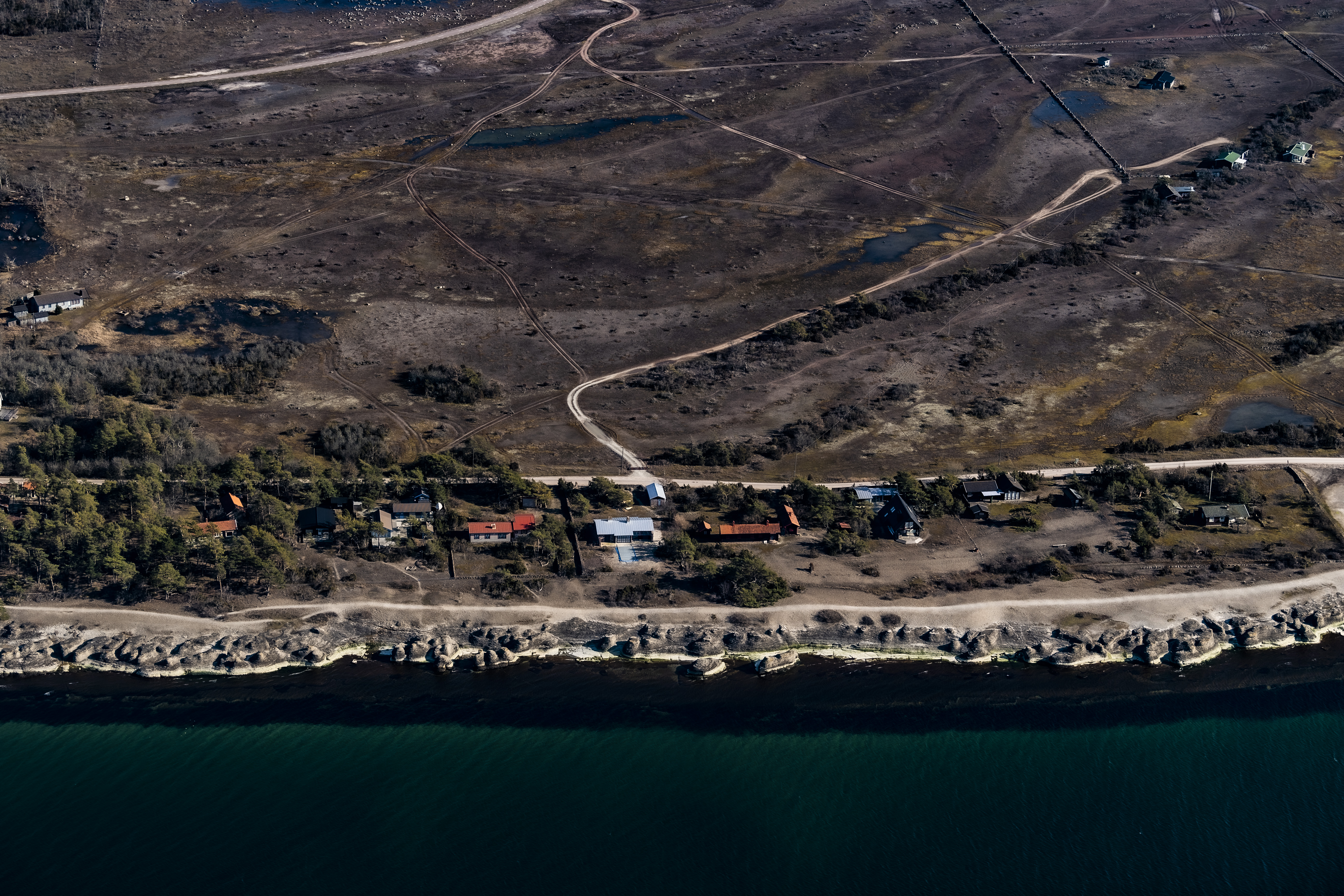
Letecký pohled
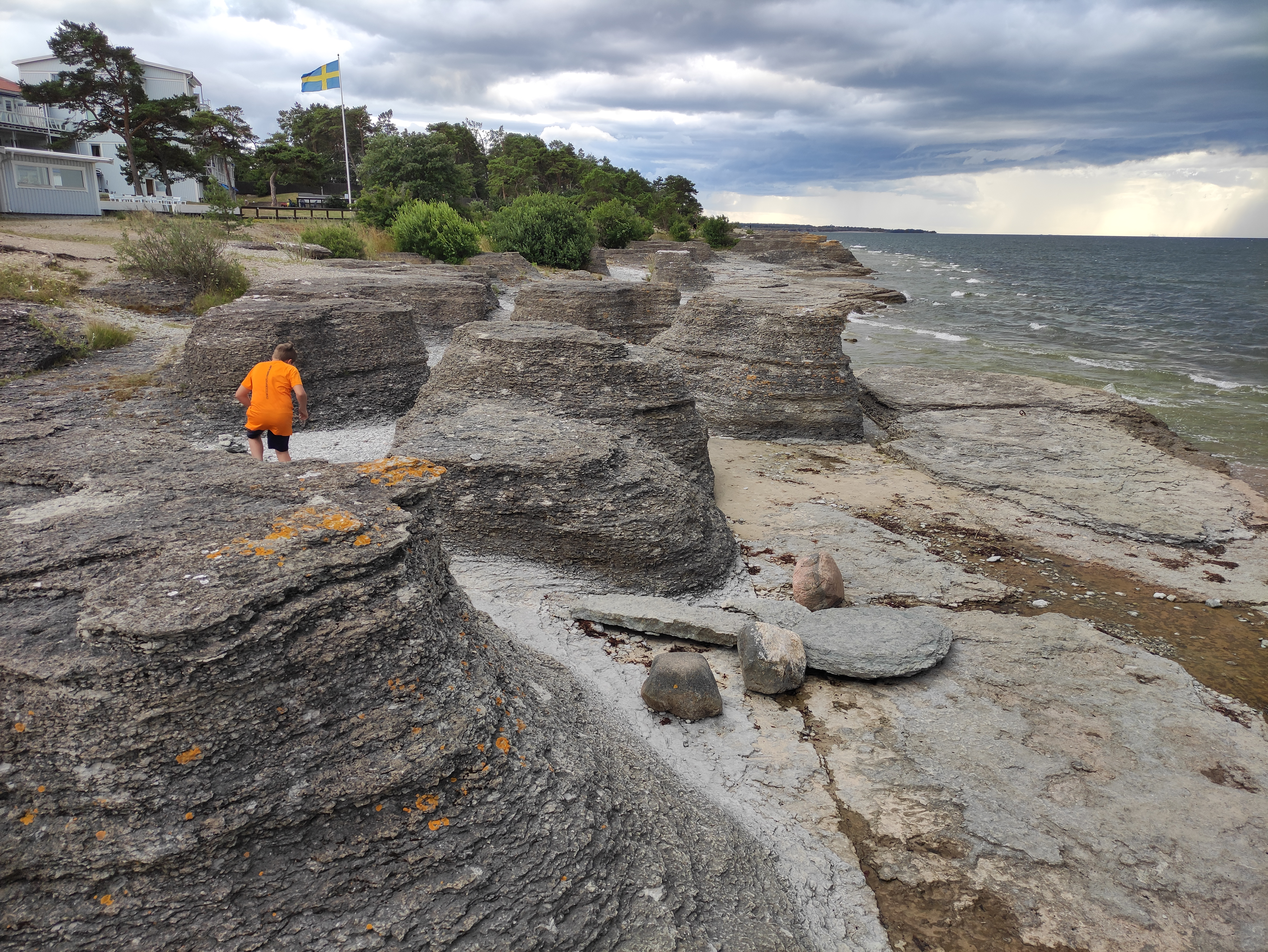
Procházka mezi útesy
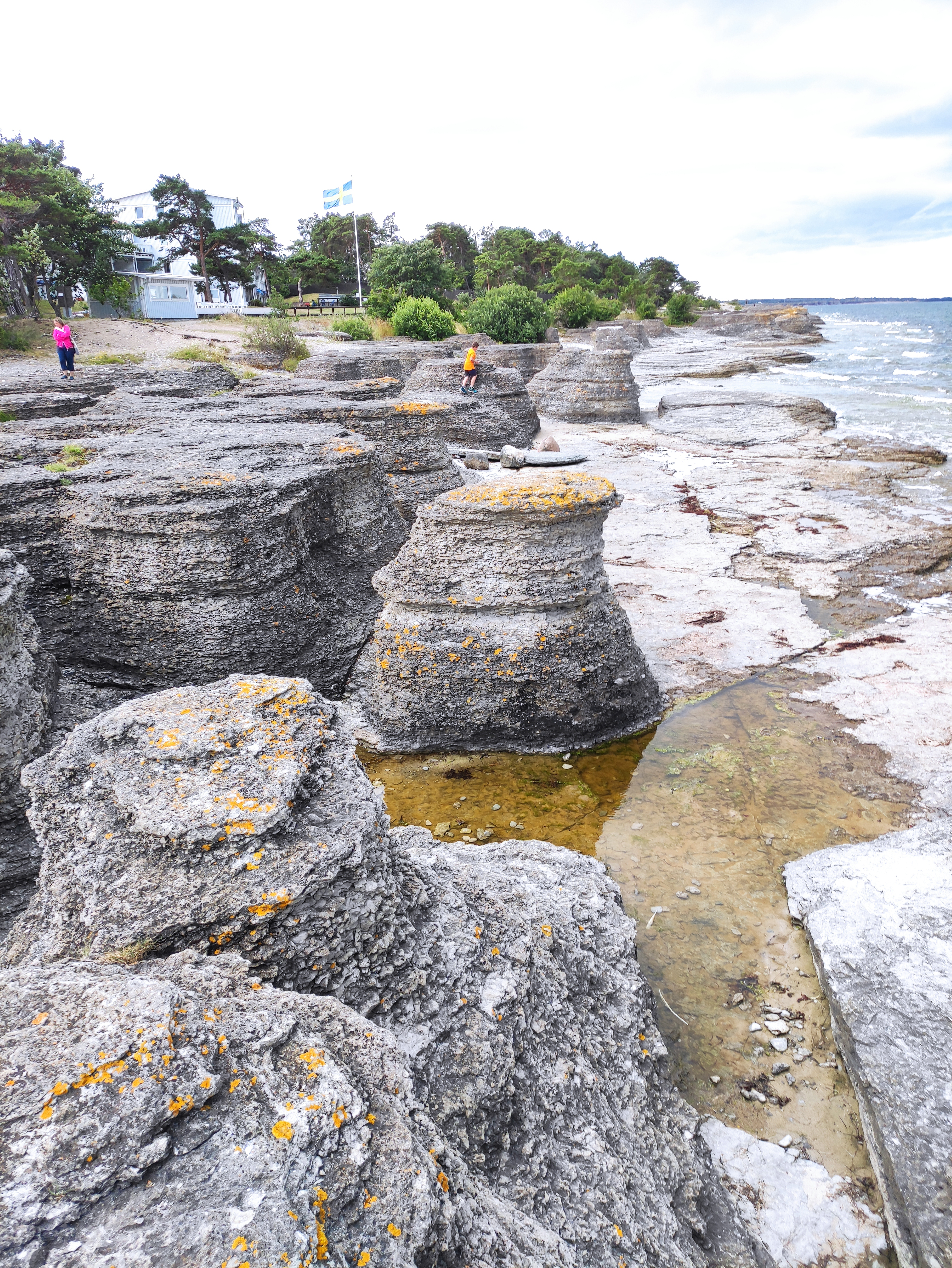
Procházka mezi útesy
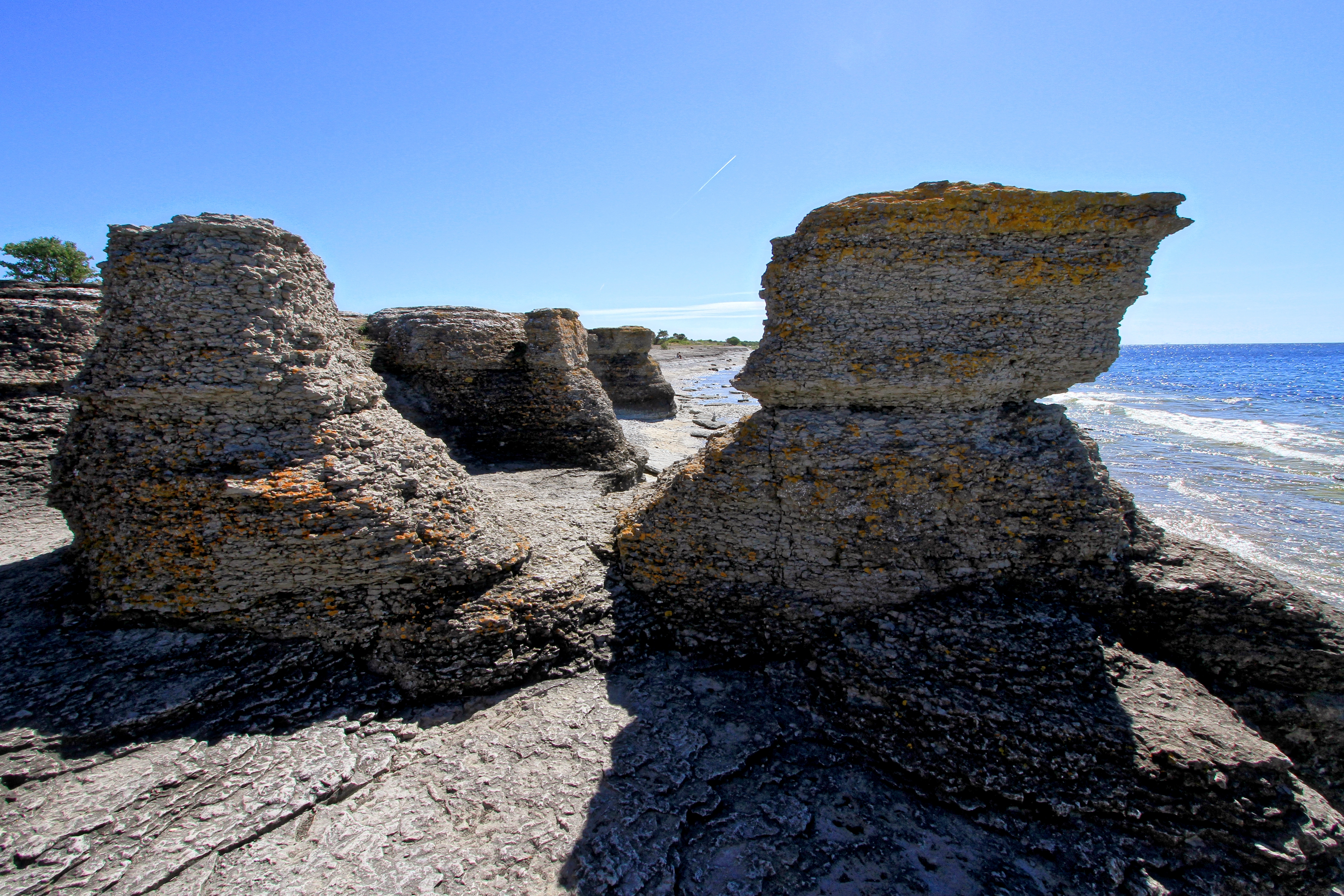
Procházka mezi útesy
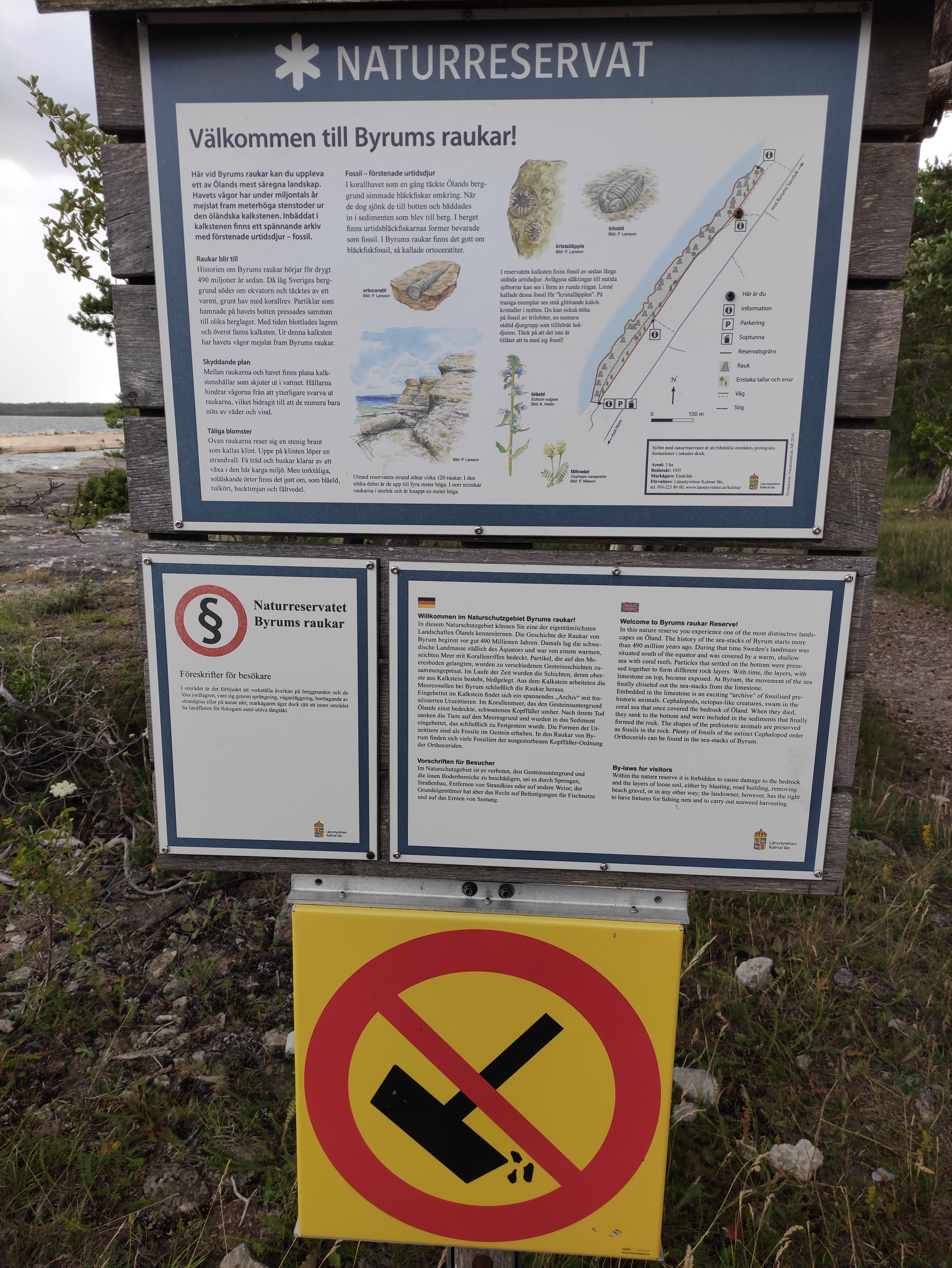
Informační panel na místě